# БТР-Д
БТР-Д (Бронетранспортёр — Десантный) — советский плавающий, авиадесантный броневой транспортёр.
Создан БТР десантный Волгоградским тракторным заводом на базе боевой машины десанта БМД-1 и, как и она, предназначался для вооружения Воздушно-десантных войск и мог десантироваться парашютным способом. Серийно производился с 1974 года, в отличие от практически всей другой лёгкой советской бронетехники, на экспорт не поставлялся и поступал на вооружение только ВС Союза ССР. Использовался советскими войсками в Афганской войне, а после распада СССР применялся Россией в Чеченской войне. По состоянию на 2022 год, БТР-Д всё ещё стоят на вооружении России и ряда других государств и стран постсоветского пространства.

## Модификации
- БТР-РД «Робот» — истребитель танков с ПТРК 9М111 «Фагот» (боекомплект — 12 ПТУР 9М111 «Фагот» или 9М113 «Конкурс»)
- БТР-ЗД «Скрежет» — бронетранспортёр для перевозки расчётов зенитных ракетных комплексов. В отличие от базовой модификации имеет специальные стеллажи для перевозки ПЗРК  «Игла», «Стрела» без штатной укупорки (ящиков) под бронёй и хомуты для крепления одной ракеты в непосредственной близости от люка на броне. В другом варианте устанавливается ЗУ-23-2.[1][2]

## Машины на базе
- «Фиалка» — опытная 122-мм самоходная гаубица;
- «Ландыш» — экспериментальный 120-мм самоходный миномёт;
- 2С9 «Нона» — 120-мм гусеничное самоходное артиллерийское орудие;
- БМД-1Р «Синица» — радиостанция средней мощности КВ диапазона звена «полк-дивизия-ВДВ»;
- БМД-1КШ «Сорока» — командно-штабная машина батальонного звена с двумя радиостанциями УКВ диапазона Р-111, одной радиостанцией УКВ диапазона Р-123 и одной радиостанцией КВ диапазона Р-130;
- 1В119 «Реостат» — машина управления и наведения артиллерии;
- БРЭМ-Д — бронированная ремонтно-эвакуационная машина;
- Р-149БМРД — командно-штабная машина оперативно-тактического звена;
- Р-440 ОДБ «Кристалл-БД» — станция спутниковой связи;
- «Строй-П» — пусковая установка для пуска БПЛА
- «Исеть-1» — транспортная машина, производства 144-го БТРЗ.
- «Корнет-Э» — самоходный противотанковый ракетный комплекс с ПТУР Корнет.[3]

## Операторы

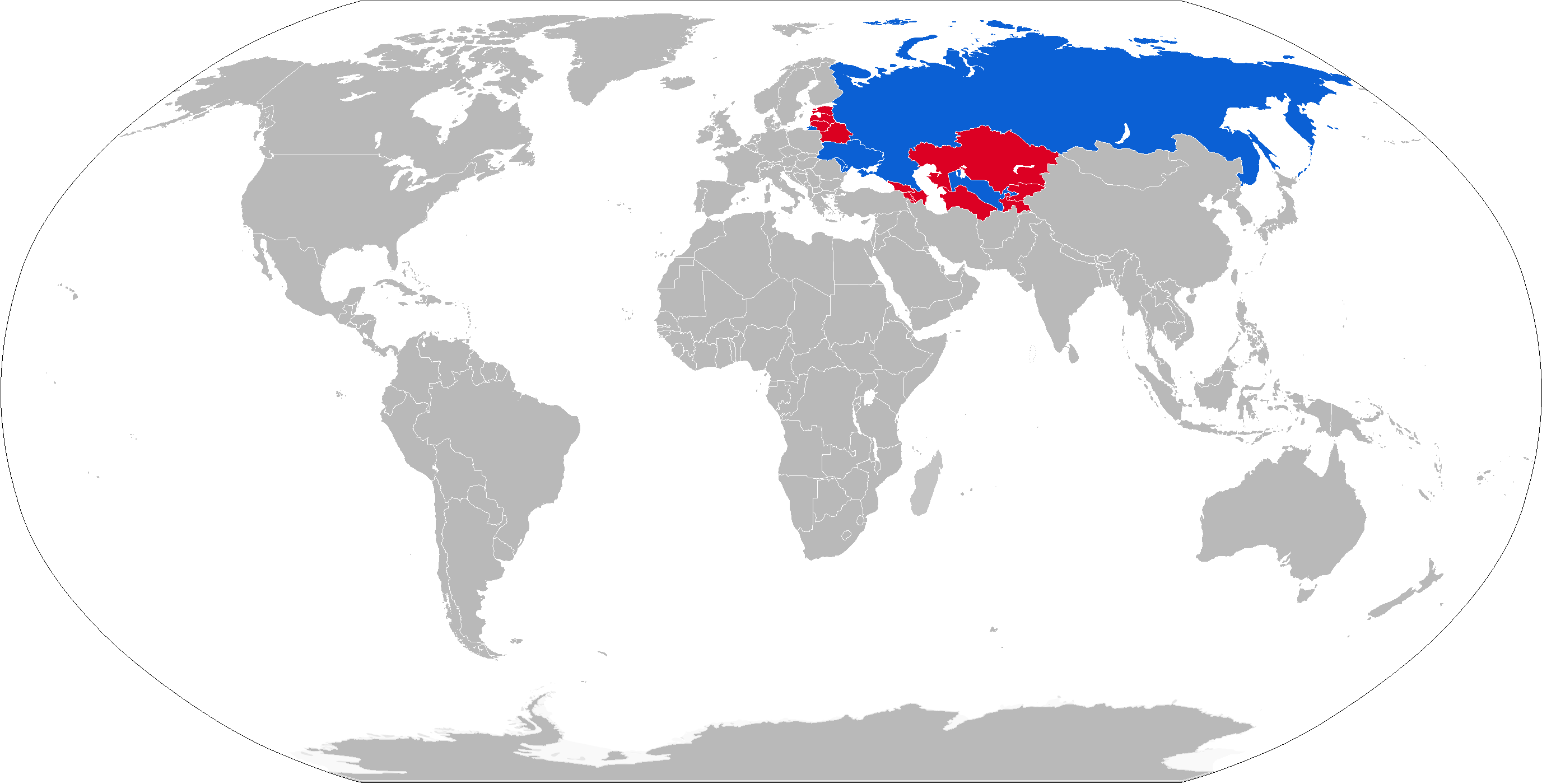
Карта операторов БТР-Д на 2021 год

### Современные операторы
- Молдова — 9 БТР-Д, по состоянию на 2024 год[4]
- Россия — 550 БТР-Д, 100 БТР-РД и 150 БТР-ЗД по состоянию на 2024 год[5]
- Узбекистан — 50 БТР-Д, по состоянию на 2024 год[6]
- Украина — 30 БТР-Д по состоянию на 2024 год[7]

### Бывшие операторы
- Азербайджан — 11 БТР-Д, по состоянию на 2010 год[8]
- Беларусь — 22 БТР-Д, по состоянию на 2017 год[9]
- СССР — 769 БТР-Д, по состоянию на 1990 год, перешли к образовавшимся после распада государствам[10]

## Служба и боевое применение
- Одна машина стоит на вооружении 45-й отдельной гвардейской бригады специального назначения, принимавшей участие в Первой и Второй Чеченских войнах, Грузино-абхазском конфликте, Грузино-осетинском конфликте.
- Использовались Россией в ходе войны в Грузии[11].
- Война на востоке Украины: использовался Украиной и сепаратистскими формированиями[11][12].
- Вторжение России на Украину (2022): используется обеими сторонами[11]. Некоторая часть украинских БТР-Д была захвачена и используется российской стороной[13].

## Оценка машины
Отзывы о машине БТР-Д были различными. С одной стороны, она считалась достаточно маневренной и надежной в своей классификации. С другой стороны, у нее были определенные недостатки, включая отсутствие водительского места в передней части машины, что ухудшало обзорность и управляемость.
В целом, машина БТР-Д использовалась сравнительно редко и не получила широкого распространения. Она была заменена на более современные и усовершенствованные модели бронетранспортеров, такие как БТР-80 и БТР-90, которые имели лучшие характеристики и были более адаптированы к требованиям боевых действий.

Машина БТР-Д имела несколько преимуществ:
- Маневренность: машина была довольно маневренной, что позволяло ей оперативно перемещаться по различным типам местности.
- Высокая проходимость: благодаря гусеницам и надежной подвеске машина могла преодолевать сложные дороги и бездорожье.
- Бронирование: БТР-Д имел достаточно прочную броню, которая защищала экипаж и десант от пуль и осколков.
- Вооружение: машина была оснащена пулеметом КПВТ калибра 14,5 мм и пулеметом ПКТ калибра 7,62 мм, что позволяло ей вести огонь по наземным и воздушным целям.
- Грузоподъемность: БТР-Д мог перевозить до 10 десантников или до 2 тонн груза.

У машины БТР-Д также были свои минусы и недостатки:
- Ограниченная обзорность: отсутствие водительского места в передней части машины снижало обзорность и усложняло управление.
- Ограниченный запас хода: на одной заправке машина могла проехать до 500 км, что было недостаточно для длительных боевых операций.
- Неэффективное оружие: пулемет КПВТ калибра 14,5 мм не имел достаточной точности и скорострельности, а пулемет ПКТ калибра 7,62 мм был неэффективен против бронированной техники.
- Недостаточная защита от противотанковых средств: БТР-Д не имела достаточной защиты от противотанковых средств, таких как противотанковые гранаты или ракеты.
- Ограниченные возможности для маневра: машина имела ограниченные возможности для маневра в условиях города или других тесных пространств.
- Устаревшие технологии: в сравнении с более новыми моделями бронетранспортеров, БТР-Д была устаревшей и не имела современных технологических решений, таких как компьютерная обработка данных или передача данных по сетям.

Эти недостатки делали машину БТР-Д менее эффективной и менее безопасной в современных условиях боевых действий, что привело к тому, что она была заменена более современными и усовершенствованными моделями бронетранспортеров.